# Colus adonis
Colus adonis är en snäckart som först beskrevs av Dall 1919.  Colus adonis ingår i släktet Colus och familjen valthornssnäckor. Inga underarter finns listade i Catalogue of Life.